# Valmore Rodríguez (municipalité)
Pour l’article homonyme, voir Valmore Rodríguez.
Valmore Rodríguez est l'une des 21 municipalités de l'État de Zulia au Venezuela. Son chef-lieu est Bachaquero. En 2011, la population s'élève à 52 624 habitants.

## Géographie

### Subdivisions
La municipalité est constituée de trois paroisses civiles avec chacune à sa tête une capitale (entre parenthèses) :
- Rafael Urdaneta (Bachaquero) ;
- La Victoria (Bachaquero) ;
- Raúl Cuenca (El Corozo).